# Isaac Bentham
Isaac Bentham (født 27. oktober 1886 i Wigan, død 15. maj 1917 ved Arras, Frankrig) var en britisk svømmer og vandpolospiller, som deltog i OL 1912 i Stockholm.
Bentham var en af Englands bedste svømmere inden første verdenskrig og spillede forward i sin lokale vandpoloklub.
Han blev udtaget til det britiske vandpolohold til OL 1912, og briterne indledte med at besejre Belgien 7-5 efter ekstra tid (Bentham scorede et af målene). I semifinalen blev til britisk sejr på 6-3 over Sverige (igen med et mål til Bentham), mens finalen blev en ensidig forestilling, da briterne vandt 8-0 over Østrig (målscorerne herfra er ikke kendte). Der blev efterfølgende spillet om anden og tredjepladserne, hvilket betød, at Sverige fik sølv og Belgien bronze. Bentham var desuden tilmeldt i 400 m fri ved legene, men stillede ikke til start.
Bentham arbejdede først som købmand, men blev senere sporvognskonduktør. Han var sergent i Royal Field Artillery under første verdenskrig og kom til Frankrig i 1915 for at kæmpe. Han omkom under slaget om Arras.